# Distretto di San Luis de Shuaro
Il distretto di  San Luis de Shuaro è uno dei sei distretti della provincia di Chanchamayo, in Perù. Si trova nella regione di Junín e si estende su una superficie di  177,41 chilometri quadrati.